# 沙花叉克蘿伊
沙花叉克蘿伊（日语：／ Sakamata Chloe），是日本的虛擬YouTuber，隸屬於Hololive Production的Hololive六期生（秘密結社holoX）的成員之一。於2021年11月26日開始活動。於2025年1月26日終止活動，但仍是Hololive Production的一員。
沙花叉克蘿伊的形象設計者為，Live 2D模型由入江燈製作。對粉絲的稱呼為「飼育員」。

## 經歷

### 2021年
- 11月26日，hololive宣布六期生的出道[7]，分別為鷹嶺琉依、博衣可佑理、沙花叉克蘿伊、風真伊呂波、拉普拉斯·暗黑五人。於當日公開twitter和YouTube頻道[5]。
- 11月29日，在Youtube上進行首次直播。是六期生中第4位出道的成員。
  - 同日，在YouTube頻道上的訂閱數突破10萬[8]及20萬。
- 12月4日，在YouTube頻道上的訂閱數突破50萬。[9]
- 12月24日，聯動解禁，第一次聯動的對象為白上吹雪和寶鐘瑪琳。

### 2022年
- 1月1日，發表正月新衣裝[10]。
- 2月26日，發布第一首原創歌曲。
- 3月26日，發布第二首原創歌曲。
- 4月30日，發布第三首原創歌曲「Hurt you」。
- 6月13日，3D化模型發表。

### 2023年
- 1月7日，發表第四首原創歌曲「擬態ごっこ」。
- 2月18日，YouTube訂閱數突破100萬。[11]
- 5月18日，發表第五首原創歌曲「パラライズ」。
- 11月29日，發表第六首原創歌曲「右左君君右下上目きゅるんめちょかわ！」。

### 2024年
- 11月29日，宣布將於2025年1月26日活動停止[12]。
  - 同日，發表第七首原創歌曲「モードク」。

### 2025年
- 1月17日，發表第八首原創歌曲「混ざる鈍色」。

## 結束配信活動
2024年11月29日，在YouTube的直播中宣布將在1月26日從hololive畢業。畢業原因是身體因素以及與官方理念不合。

## 音樂作品

### 發行作品
|      | 發布日期       | 樂曲名稱                             | 規格產品編號 | 備註 |
| ---- | -------------- | ------------------------------------ | ------------ | ---- |
| 單曲 |                |                                      |              |      |
| 1    | 2022年8月14日  | 人生リセットボタンぽちーｗ           | CVRD-195     |      |
| 2    | 2023年1月8日   | 擬態ごっこ                           | CVRD-252     |      |
| 3    | 2023年5月19日  | パラライズ                           | CVRD-289     |      |
| 4    | 2023年11月30日 | 右左君君右下上目きゅるんめちょかわ！ | CVRD-363     |      |
| 5    | 2024年11月30日 | モードク                             | CVRD-503     |      |
| 6    | 2025年1月18日  | 混ざる鈍色                           | CVRD-527     |      |